# Aleksej Kireev
Aleksej Ivanovič Kireev (in russo Алексей Иванович Киреев?; traslitterazione anglosassone Alexey Ivanovich Kireyev; Mosca, 13 novembre 1985) è un bobbista russo.

## Biografia
Iniziò a gareggiare nel 2007 come frenatore per la squadra nazionale russa e debuttò in Coppa Europa a novembre 2007. Si distinse nelle categorie giovanili conquistando due medaglie ai mondiali juniores, una d'argento colta nel bob a quattro a Sankt Moritz 2010 e una di bronzo vinta a Park City 2011, entrambe con Nikita Zacharov come pilota .
Esordì in Coppa del Mondo al termine della stagione 2009/10, l'8 febbraio 2009 a Whistler dove si piazzò al 16º posto nel bob a quattro con Aleksej Gorlačëv alla guida. Colse il suo primo podio il 20 dicembre 2009 ad Altenberg quando fu terzo nella gara a quattro con Evgenij Popov, Andrej Jurkov e Denis Moisejčenkov.
Partecipò alle olimpiadi di Vancouver 2010 concludendo la gara di bob a quattro all'ottavo posto con Popov, Jurkov e Moisejčenkov.
Ha preso inoltre parte ai campionati mondiali di Schönau am Königssee 2011 piazzandosi undicesimo nella gara a quattro con Gorlačev, Pëtr Moiseev e Sergej Prudnikov mentre agli europei conta una presenza e l'ottavo posto raggiunto a Igls 2010, con Popov, Jurkov e Moisejčenkov.

## Palmarès

### Mondiali juniores
- 2 medaglie:
  - 1 argento (bob a quattro a Sankt Moritz 2010);
  - 1 bronzo (bob a quattro a Park City 2011).

### Coppa del Mondo
- 2 podi (tutti nel bob a quattro):
  - 1 secondo posto;
  - 1 terzo posto.

### Circuiti minori

#### Coppa Europa
- 9 podi (tutti nel bob a quattro):
  - 1 vittoria;
  - 3 secondi posti;
  - 5 terzi posti.

#### Coppa Nordamericana
- 4 podi (tutti nel bob a quattro):
  - 1 vittoria;
  - 3 terzi posti.